# G4 (Fernsehsender)
G4 war ein zwischen 2002 und 2014 bestehender US-amerikanischer Computerspielesender. Er war ein Joint Venture zwischen NBCUniversal und Dish Network und hatte vor allem junge erwachsene Männer als Zielgruppe. Der Sitz des Senders war in Los Angeles.
Der Sender strahlte unter anderem die Zeichentrickserie Code Monkeys aus und versuchte am Ende seines Bestehens einen Imagewechel in Verbindung mit dem Männermagazin Esquire zu erreichen, um sich vom Image des Videospiele-Kanals zu lösen.